# Rosse haarslak
De rosse haarslak (Trochulus striolatus) of veerse slak is een slakkensoort uit de familie van de Hygromiidae. De wetenschappelijke naam van de soort werd voor het eerst geldig gepubliceerd in 1828 door Carl Jonas Pfeiffer.

## Kenmerken
Het 11 tot 15 mm grote slakkenhuisje is bolvormig met een ingedrukte, lage, conische top. De windingen zijn convex, met vrij diepe hechtingen. De laatste winding is schuin op de omtrek. De kleur is witachtig tot geelbruin of roodbruin tot geelachtig met onregelmatige groeilijnen en vaak een bleke band aan de schuine omtrek. Het huisje van volwassen dieren is kaal, maar draagt verspreide grove haren wanneer ze jong zijn.

## Plaag
De rosse haarslak kan een plaag vormen wanneer zij zitten in een aardbeienveld.